# ميرفين كروسمان
ميرفين كروسمان (بالإنجليزية: Mervyn Crossman)‏ هو لاعب هوكي الحقل أسترالي، ولد في 7 أبريل 1935، وتوفي في 20 يونيو 2017.

## وصلات خارجية
- ميرفين كروسمان على موقع اللجنة الأولمبية الدولية (الإنجليزية)
- ميرفين كروسمان على موقع أوليمبيديا (الإنجليزية)
- ميرفين كروسمان على موقع اللجنة الأولمبية الأسترالية (الإنجليزية)